# Isperih (huyện)
Isperih là một huyện thuộc tỉnh Razgrad, Bungaria. Dân số thời điểm năm 2001 là 25287 người.